# Вітово-Кольонія
Вітово-Кольонія (пол. Witowo-Kolonia) — село в Польщі, у гміні Битонь Радзейовського повіту Куявсько-Поморського воєводства.
Населення — 110 осіб (2011).
У 1975-1998 роках село належало до Влоцлавського воєводства.

## Демографія
Демографічна структура станом на 31 березня 2011 року:
|          | Загалом | Допрацездатний вік | Працездатний вік | Постпрацездатний вік |
| -------- | ------- | ------------------ | ---------------- | -------------------- |
| Чоловіки | 54      | 10                 | 36               | 8                    |
| Жінки    | 56      | 9                  | 31               | 16                   |
| Разом    | 110     | 19                 | 67               | 24                   |